# 隋新梅
隋新梅（1965年1月29日—），山东招远人，中国女子铅球运动员。她曾在亚特兰大的1996年夏季奥林匹克运动会上赢得银牌。
她也赢得1991年世界室内田径锦标赛、1990年亚洲运动会、1994年亚洲运动会和1995年亚洲锦标赛。她在1997年东亚运动会上赢得银牌。
她的个人最好成绩是21.66米，于1990年在北京取得，使她成为铅球总成绩第10名。

## 国际赛事
| 年        | 賽事       | 舉辦城市   | 名次      | 記錄      |
| 代表 中国 | 代表 中国  | 代表 中国  | 代表 中国 | 代表 中国 |
| --------- | ---------- | ---------- | --------- | --------- |
| 1995      | 世界锦标赛 | 瑞典哥德堡 | 第5名     | 19.09 m   |

## 外部連結
- 隋新梅在World Athletics（英语）
- 隋新梅在Olympics.com（英语）
- 隋新梅在Olympedia（英语）
- 隋新梅在Chinese Olympic Committee (archived)（英语）